# Shigeki Kurata
Pour les articles homonymes, voir Kurata.
Shigeki Kurata (藏田 茂樹, Kurata Shigeki) est un footballeur japonais né le 22 juin 1972 à Jōyō.